# 腋花瑞香
腋花瑞香（学名：Daphne axillaris）为瑞香科瑞香属下的一个种。

## 扩展阅读
維基物種上的相關：腋花瑞香